# Live Shit: Binge & Purge
Live Shit: Binge & Purge je živé album americké thrash metalové skupiny Metallica. Skládá se ze 3 CD a 3 videokazet (novější verze ze 2 DVD). Koncerty se konaly v Mexico City, Seattlu a San Diegu. Sestavu při nahrávání tvořili James Hetfield/Lars Ulrich/Kirk Hammett/Jason Newsted.

## Seznam skladeb
CD 1
1. Enter Sandman (Hammett, Hetfield, Ulrich) – 7:27
2. Creeping Death (Burton, Hammett, Hetfield, Ulrich) – 7:28
3. Harvester of Sorrow (Hetfield, Ulrich) – 7:18
4. Welcome Home (Sanitarium) (Hammett, Hetfield, Ulrich) – 6:39
5. Sad But True (Hetfield, Ulrich) – 6:07
6. Of Wolf and Man (Hammett, Hetfield, Ulrich) – 6:22
7. The Unforgiven (Hammett, Hetfield, Ulrich) – 6:48
8. Justice Medley (Hammett, Hetfield, Newsted, Ulrich) – 9:38
  - Eye of the Beholder
  - Blackened
  - The Frayed Ends of Sanity
  - …And Justice for All
9. Solos (Bass/Guitar) – 18:48

CD 2
1. Through the Never (Hammett, Hetfield, Ulrich) – 3:46
2. For Whom The Bell Tolls (Burton, Hetfield, Ulrich) – 5:48
3. Fade to Black (Burton, Hammett, Hetfield, Ulrich) – 7:12
4. Master Of Puppets (Burton, Hammett, Hetfield, Ulrich) – 4:35
5. Seek & Destroy (Hetfield, Ulrich) – 18:08
6. Whiplash (Hetfield, Ulrich) – 5:33

CD 3
1. Nothing Else Matters (Hetfield, Ulrich) – 6:21
2. Wherever I May Roam (Hetfield, Ulrich) – 6:32
3. Am I Evil? (Harris, Tatler) – 5:41
4. Last Caress (Danzig) – 1:24
5. One (Hetfield, Ulrich) – 10:27
6. So What (Anti-Nowhere League)/Battery (Hetfield, Ulrich) – 10:04
7. The Four Horsemen (Hetfield, Mustaine, Ulrich) – 6:07
8. Motorbreath (Hetfield) – 3:14
9. Stone Cold Crazy (Deacon, May, Mercury, Taylor) – 5:32

VHS/DVD 1 – San Diego '92
1. Enter Sandman
2. Creeping Death
3. Harvester of Sorrow
4. Welcome Home (Sanitarium)
5. Sad But True
6. Wherever I May Roam
7. Through the Never"
8. The Unforgiven
9. Justice Medley
  - Eye of the Beholder
  - Blackened
  - The Frayed Ends of Sanity
  - …And Justice for All
10. The Four Horsemen
11. For Whom The Bell Tolls
12. Fade to Black
13. Whiplash
14. Master Of Puppets
15. Seek & Destroy
16. One
17. Last Caress
18. Am I Evil?
19. Battery
20. Stone Cold Crazy

VHS/DVD 2 – Seattle '89
1. Blackened
2. For Whom The Bell Tolls
3. Welcome Home (Sanitarium)
4. Harvester of Sorrow
5. The Four Horsemen
6. The Thing That Should Not Be
7. Master Of Puppets
8. Fade to Black
9. Seek & Destroy
10. …And Justice for All
11. One
12. Creeping Death
13. Battery
14. Last Caress
15. Am I Evil?
16. Whiplash
17. Breadfan